# فلوريد الزنك
 فلوريد الزنك (أو فلوريد الخارصين) أو  مركب كيميائي له الصيغة ZnF2، ويكون على شكل بلورات إبرية بيضاء.

## الخواص
- هنالك شكلين من فلوريد الزنك إحداهما لامائي، وهو صعب الانحلال في الماء على عكس هاليدات الزنك الأخرى [3]، لكنه منحل في حمض الهيدروكلوريك وحمض النتريك والأمونياك وحمض الكبريتيك.[4]

أما الشكل المائي فيكون على شكل رباعي هيدرات وهو ينحل نسبيا بشكل أكبر في الماء من الشكل اللامائي.
- يتحلمه فلوريد الزنك في الماء الساخن ليعطي هيدروكسد فلوريد الزنك Zn(OH)F في المحلول.[5]
- تتبع بنية فلوريد الزنك النظام البلوري الثلاثي [6] وذلك بشكل مشابه لبنية الروتيل، وله المجموعة الفراغية P42/mnm بحيث تحيط ست ذرات زنك بأيون الفلوريد في وحدة الخلية.

## التحضير
يحضر فلوريد الزنك من التفاعل المباشر بين الفلور والزنك، أو من تفاعل حمض الهيدروفلوريك مع فلز الزنك بحيث يتحرر غاز الهيدروجين من العملية 
كما يمكن أن يحضر من تفاعل كربونات الزنك مع حمض الهيدروفلوريك حسب المعادلة:
ZnCO3 + 2HF → ZnF2 + H2O + CO2

## الاستخدامات
- يستخدم فلوريد الزنك كمادة حامية للخشب.[7]
- يستخدم لتحضير مركبات أخرى للفلور مثل ثلاثي فلوريد الفوسفور.